# Кетанджі Браун Джексон
Кетанджі Браун Джексон (англ. Ketanji Brown Jackson; ім'я при народженні — Ketanji Onyika Brown; нар. 14 вересня 1970, Вашингтон, США) — американський юрист, суддя Верховного суду США, перша жінка-афроамериканка та перший федеральний громадський захисник на цій посаді. Номінована президентом Джо Байденом 25 лютого 2022, затверджена Сенатом 7 квітня 2022, склала присягу 30 червня 2022 року. З 2021 до 2022 року була федеральною суддею Апеляційного суду США за округом Колумбія.

## Біографія
Джексон народилася 14 вересня 1970 року у Вашингтоні, столиці США. Її батько Джонні Браун був юристом, зокрема обіймав пост головного юриста шкільного округу Маямі-Дейд; мати була директором школи.
Джексон виросла у Маямі (штат Флорида). Вона цікавилася правознавством із раннього дитинства, а у старшій школі виграла дебатний турнір, який дозволив їй вступити у престижний Гарвардський університет.
Джексон закінчила Гарвардський університет: спочатку бакалаврат за напрямом державного управління, а потім школу права. У школі права вона була редактором журналу Harvard Law Review.
Після закінчення бакалаврату у 1992—1993 роках Джексон працювала в журналі «Тайм» кореспондентом і дослідником. Після закінчення школи права у 1996 році вона кілька років працювала помічником судді (law clerk) почергово у трьох суддів, зокрема судді Верховного суду Стівена Бреєра.
У 2000—2003 роках Джексон працювала в приватних юридичних компаніях: бостонській Goodwin Procter та Feinberg Group (зараз Feinberg & Rozen LLP). Із 2003 до 2005 вона була заступником спеціального радника Комісії із судових рішень США (United States Sentencing Commission), а з 2005 до 2007 — заступником федерального державного захисника Вашингтона. За оцінкою «Вашингтон пост», на цій позиції «вона здобувала рідкісні перемоги проти уряду, які скорочували або скасовували тривалі в'язничні терміни».
Із 2007 до 2010 Джексон працювала у приватній юридичній компанії Morrison & Foerster спеціалісткою з апеляцій. З 2010 до 2014 року вона була заступником керівника Комісії із судових рішень США. У цей період Комісія прийняла гучне рішення про ретроактивне полегшення умов деяких вироків, пов'язаних із креком.
У 2012 році президент Барак Обама номінував Джексон до федерального окружного суду в окрузі Колумбія. Вона була затверджена Сенатом і зайняла цей пост у 2013 році. У 2021 році, за номінації президента Байдена, Джексон була підвищена до позиції судді Апеляційного суду США за округом Колумбія.
У 2022 році суддя Верховного суду Стівен Бреєр оголосив про те, що покине свою посаду. Кетанджі Браун Джексон вважалася однією з найбільш імовірних кандидатів на заміну Бреєру; під час передвиборчої кампанії 2020 року Байден пообіцяв номінувати до Верховного суду жінку-афроамериканку (чорношкіра жінка ніколи раніше не була суддею Верховного суду). 25 лютого 2022 Байден оголосив, що номінує Джексон. 7 квітня 2022 року її кандидатуру затвердив Сенат 53 голосами проти 47. Кетанджі Браун Джексон стала також першою в історії Верховного суду суддею, яка раніше працювала федеральним громадським захисником.
30 червня 2022 року склала присягу як 116-а суддя Верховного суду США, змінивши на посаді Стівена Бреєра та ставши першою темношкірою жінкою на цій посаді.
Джексон є членом Наглядової ради Гарвардського університету (Harvard Board of Overseers). Вона одружена з хірургом Патріком Джексоном; пара має двох доньок. Завдяки шлюбу вона стала дальньою родичкою республіканця Пола Раяна, який деякий час був спікером Палати представників США. Райан позитивно висловлювався про кандидатуру та особи Джексон під час розгляду її кандидатури на суддівські посади у 2012 та 2022 роках, незважаючи на їхні політичні відмінності.